# Intercambiador Hakatajima
El intercambiador Hakatajima (伯方島インターチェンジ Hakatajima-Intāchenji?) es un intercambiador de la autovía de Nishiseto que se encuentra en la ciudad de Imabari en la prefectura de Ehime.

## Características
Es el único intercambiador con el que cuenta la isla Hakata.

## Cruce importante
- Ruta Nacional 317

## Alrededores del intercambiador
- Gran Puente Hakata-Ooshima
- Puente Oomishima

## Intercambiador anterior y posterior
- Autovía de Nishiseto (hacia Onomichi)

Intercambiador Ooshimakita << Intercambiador Hakatajima >> Intercambiador Oomishima
- Autovía de Nishiseto (desde Onomichi)

Intercambiador Oomishima << Intercambiador Hakatajima >> Intercambiador Ooshimaminami